# Taranis

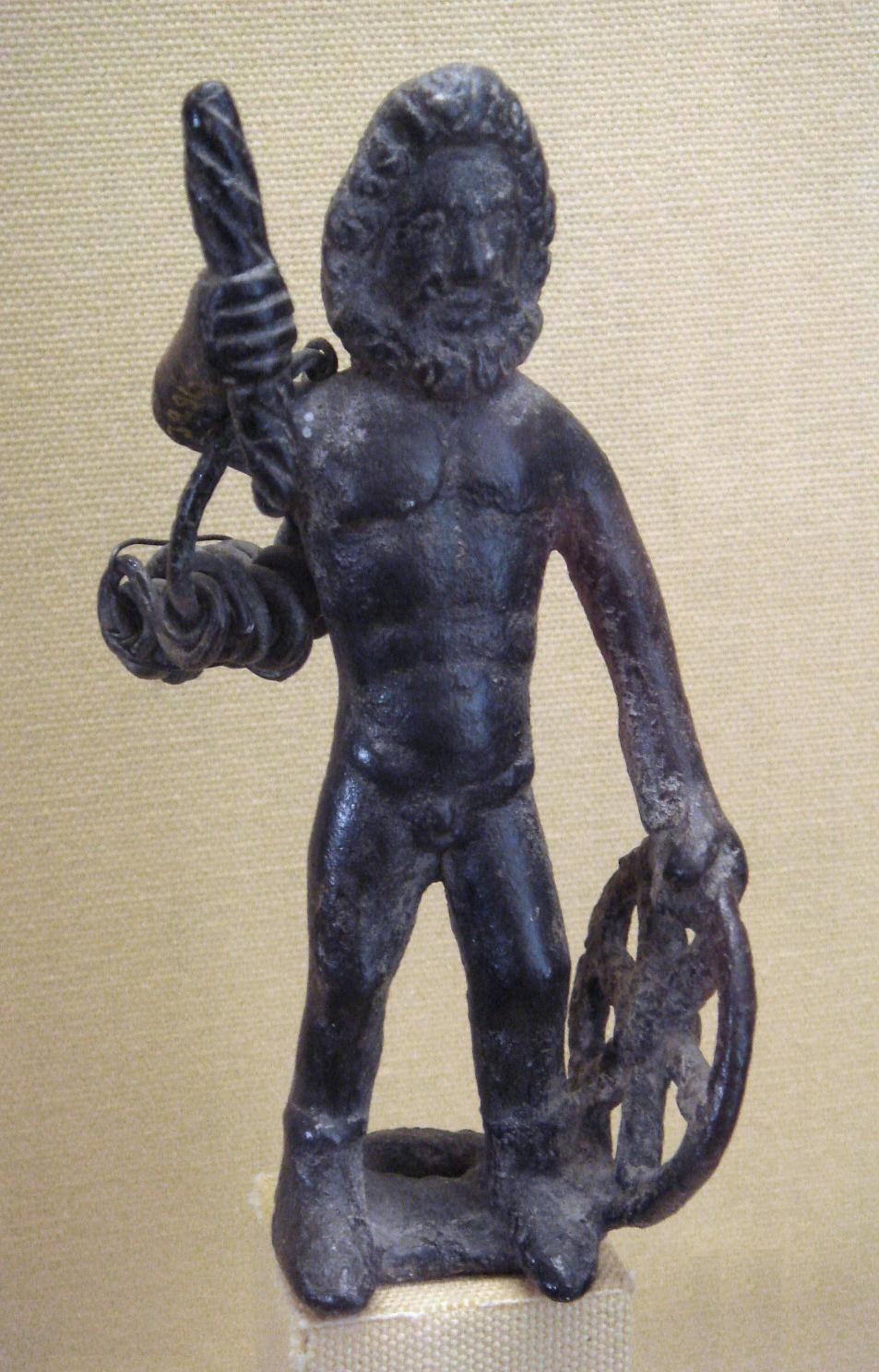
Taranis, Haute-Marne, Francia.

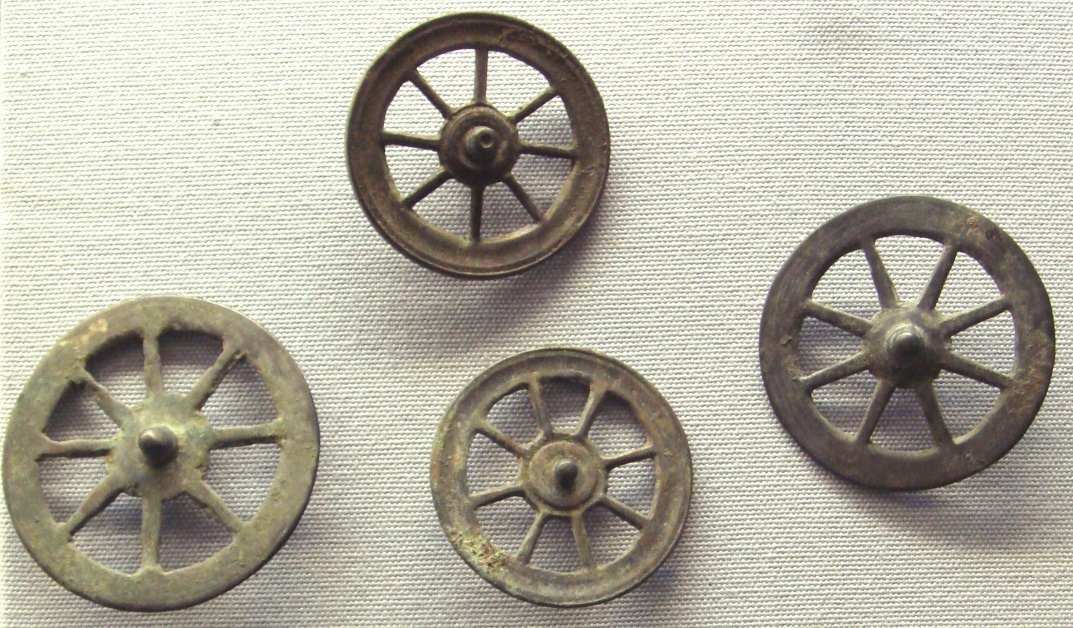
Ruote celtiche chiamate Rouelles, associate al culto di Taranis. Migliaia di ruote simili sono state ritrovate nei santuari della Gallia Belgica, e datano dal 50 aC al 50 dC.

Nella mitologia celtica Taranis, o Taranus, era il dio del tuono venerato in Gallia e in Antica Britannia e citato, assieme a Esus e Toutatis, dal poeta romano Marco Anneo Lucano nel suo poema epico Pharsalia come una divinità celtica alla quale venivano tributati anche sacrifici. Era associato, come il ciclope Bronte nella mitologia greca, con la ruota e potrebbe aver ricevuto dei sacrifici umani, ma non vi sono certezze.

## Generalità
Molte raffigurazioni di un dio barbuto con un fulmine in una mano e una ruota nell'altra sono state ritrovate presso i Galli, dove questa divinità apparentemente era in relazione con Giove. È verosimilmente connesso con l'anglosassone Þunor, il norreno Thor, il germanico Donar, Ambisagrus, l'irlandese Tuireann e il santo Culdee Taran. Il nome Taranis non è stato ancora scoperto dalle iscrizioni galliche, ma ne sono state trovate varianti simili, come Taranucno-, Taranuo-, e Taraino-.
Taranis veniva venerato anche nell'area piemontese come Dio del tuono, secondo la leggenda il rumore del tuono era prodotto dalla ruota del carro del dio. (Rùa dél trun)

## Etimologia
Il lessico ricostruito del linguaggio Proto-Celtico, raccolto dall'Università del Galles suggerisce che il nome è probabilmente derivato in sostanza dal Proto-Celtico *Toranos. Questa parola Proto-Celtica significa ‘tuono.’ Al giorno d'oggi in gallese Taranu significa 'tuonare'.
Taranis, come personificazione del tuono, viene spesso identificato con divinità simili trovate in altri pantheon indoeuropei. Tra questi Thor, Perun e il dio ittita Tarhun (vedi Teshub) contengono un corrispondente *tor- elemento. Anche la divinità tracia chiamata Zbel-thurdos o Zbel-Thiurdos contiene questo elemento (Lingua tracica - thurd(a) "spingere, schiantarsi"). Gli altri hanno etimologie diverse, ad esempio *Perkwunos, Bronte e Indra.